# Scaphula nagarjunai
Scaphula nagarjunai is een tweekleppigensoort uit de familie van de Arcidae. De wetenschappelijke naam van de soort is voor het eerst geldig gepubliceerd in 1984 door Janaki Ram & Radhakrishna.